# Filip Ivić
Filip Ivić (født 30. februar 1992) er en kroatiske håndboldspiller, som spiller i Vive Kielce og for Kroatiens herrehåndboldlandshold.